# Maria José (atriz)
Maria José Fortunato Xavier de Basto (Santa Catarina, Lisboa, 12 de setembro de 1927 — Lisboa, 10 de Junho de 2020) foi uma actriz portuguesa. Recebeu a Medalha de Mérito Cultural em 2006.

## Biografia
Maria José de Basto nasceu em 12 de setembro de 1927, na freguesia de Santa Catarina, em Lisboa, e cresceu no bairro da Bica. Era filha do funcionário público Teófilo Augusto Xavier de Basto, natural de Sesimbra (freguesia de Santiago), e de Maria da Conceição Fortunato de Basto, doméstica, natural de Azambuja (freguesia de Alcoentre).
Era a única menina no meio de mais quatro irmãos. A mãe era professora de bordados e pintura e apaixonou-se por um modesto pescador da zona de Sesimbra, tendo mais tarde se tornado um preso político do Estado Novo. Inicialmente, o relacionamento dos dois não foi consentido pelas famílias mas acabaram por se casar e viver juntos até ao final da vida. Maria José acaba por ganhar sensibilidade artística graças à sua mãe e ingressa muito nova no mundo do espetáculo graças a ela, que chega a bordar as cortinas de cena do Teatro Variedades, a seguir à II Guerra Mundial.
Estreou-se no teatro de revista em 1933 na peça "Pernas ao Léu" no Teatro Variedades, ao lado da actriz Luísa Satanela. Estreia-se na rádio pouco depois, onde diz poesia. Frequenta o curso de actores do Conservatório Nacional e regressa aos palcos ainda muito jovem nos inícios da década de 1940 prosseguindo uma carreira com mais de 80 produções teatrais, em  companhias como: Companhia Rey Colaço-Robles Monteiro (Teatro Nacional D. Maria II), Teatro do Gerifalto, Teatro do Povo, Teatro Estúdio de Lisboa, Teatro Nacional Popular, Teatro Ádóque, o Teatro da Malaposta, Comuna - Teatro de Pesquisa, Teatro da Cornucópia, Empresa Vasco Morgado, Escola de Mulheres ou o Teatro Experimental de Cascais.
Actriz versátil, faz os mais diversos tipos de teatro: teatro de revista; teatro infantil; drama ou comédia.
Foi emancipada pelo pai a 9 de novembro de 1945, quando tinha 18 anos. A 26 de agosto de 1946, casou primeira vez civilmente, em Lisboa, com o ator Artur Semedo, com quem teve António Semedo em 1950. Por sentença transitada em julgado a 29 de novembro de 1955, os dois divorciaram-se litigiosamente, a requerimento de Maria José. Em 16 de abril de 1955, ainda casada com Artur Semedo, dá à luz a sua segunda filha, Rita Ribeiro, nascida do relacionamento com Curado Ribeiro, na casa dos pais e curiosamente no mesmo quarto onde tinha nascido, quase 28 anos antes. O divórcio entre Maria José e Curado Ribeiro ocorre quando Rita ainda era pequena, tendo sido litigioso. Maria José ficou com a guarda da filha.
Era actriz recorrente na TV, desde 1957, seja em teleteatro; séries; telenovelas; programas de humor ou programas infantis.
No cinema iniciou-se em 1952 no filme Nazaré, de Manuel Guimarães. Pontualmente Maria José regressa ao grande ecrã em O Recado (1971), Só Acontece aos Outros (1985), Chá Forte com Limão (1993), Brumas (2003) e Dot.com (2007).
[carece de fontes?]
Em 1998 encenou a revista "Ó Troilaré, Ó Troilará!" no Teatro Maria Vitória.
Em 26 de março de 2006 foi distinguida pelo Ministério da Cultura com a Medalha de Mérito Cultural.
Os seus últimos trabalhos em televisão foram nas telenovelas: Chiquititas (2007) e Doida por Ti (2014).
A sua última atuação foi no palco do Teatro Nacional D. Maria II, na peça de homenagem a Eunice Muñoz - "74 Eunices" (2015).
Afastou-se da vida artística nos últimos anos devido a problemas de saúde, vivendo os últimos 5 anos de vida numa residência para idosos em Lisboa (Residência Faria Mantero).
Morreu em 10 de junho de 2020 em Lisboa, aos 92 anos.

## Televisão
| Ano  | Título                        | Ref.   |
| ---- | ----------------------------- | ------ |
| 1957 | Um Médico em Bolandas         |        |
| 1958 | O Tio Simplício               |        |
| 1958 | Auto de Mofina Mendes         |        |
| 1959 | O Tambor e o Guizo            |        |
| 1959 | A Proibição                   | [ 15 ] |
| 1963 | Uma Admirável Decisão         |        |
| 1963 | Noite de Reis                 | [ 16 ] |
| 1967 | Gente Nova                    |        |
| 1974 | Knock - O Triunfo da Medicina |        |
| 1986 | O Pato                        |        |
| 1989 | Ricardina e Marta             | [ 17 ] |
| 1990 | Um Amor Feliz                 | [ 18 ] |
| 1991 | Quem Manda Sou Eu             | [ 19 ] |
| 1992 | Giras e Pirosas               |        |
| 1994 | Na Paz dos Anjos              |        |
| 1996 | Roseira Brava                 | [ 20 ] |
| 1996 | Vidas de Sal                  |        |
| 1999 | Os Lobos                      |        |
| 1999 | Todo o Tempo do Mundo         |        |
| 2000 | Ajuste de Contas              |        |
| 2001 | Filha do Mar                  |        |
| 2001 | Segredo da justiça            |        |
| 2001 | Bairro da Fonte               |        |
| 2002 | Bons Vizinhos                 |        |
| 2004 | Inspector Max                 |        |
| 2007 | Chiquititas                   | [ 1 ]  |
| 2009 | Meu Amor                      |        |
| 2013 | Doida por Ti                  | [ 12 ] |

## Cinema
| Ano  | Título                 | Ref.        |
| ---- | ---------------------- | ----------- |
| 1952 | Nazaré                 | [ 3 ] [ 9 ] |
| 1971 | O Recado               | [ 9 ]       |
| 1985 | Só Acontece aos Outros | [ 9 ]       |
| 1993 | Chá Forte com Limão    | [ 9 ]       |
| 2003 | Brumas                 | [ 9 ]       |
| 2007 | Dot.com                | [ 10 ]      |

## Teatro
| Ano  | Título                                     | Companhia/Teatro                                                      | Função    | Ref.   |
| ---- | ------------------------------------------ | --------------------------------------------------------------------- | --------- | ------ |
| 1933 | Pernas ao Léu                              | Companhia Satanella - Amarante                                        | actriz    | [ 5 ]  |
| 1940 | Colombina e o Telefone                     | Companhia Teatral Portuguesa                                          | actriz    | [ 5 ]  |
| 1941 | As Duas Garotas de Paris                   | Companhia Alves da Cunha                                              | actriz    | [ 5 ]  |
| 1943 | João Pateta                                | Companhia Rey Colaço-Robles Monteiro                                  | actriz    | [ 5 ]  |
| 1944 | Toma Lá, Dá Cá                             | Teatro Maria Vitória                                                  | actriz    | [ 21 ] |
| 1944 | O Anão Gigante                             | Companhia Rey Colaço-Robles Monteiro                                  | actriz    | [ 5 ]  |
| 1945 | Casa de Pais                               | Companhia Rey Colaço-Robles Monteiro                                  | actriz    | [ 5 ]  |
| 1945 | 'Os Maridos Peraltas e as Mulheres Sagazes | Companhia Rey Colaço-Robles Monteiro                                  | actriz    | [ 5 ]  |
| 1945 | Férias                                     | Companhia Rey Colaço-Robles Monteiro                                  | actriz    | [ 5 ]  |
| 1946 | O Alcaide de Zalamea                       | Companhia Rey Colaço-Robles Monteiro                                  | actriz    | [ 5 ]  |
| 1946 | Era Doce e Amargava                        | Companhia Rey Colaço-Robles Monteiro                                  | actriz    | [ 5 ]  |
| 1946 | Auto da Cananeia                           | Companhia Rey Colaço-Robles Monteiro                                  | actriz    | [ 5 ]  |
| 1946 | É Preciso Viver!                           | Companhia Rey Colaço-Robles Monteiro                                  | actriz    | [ 22 ] |
| 1947 | Quem Tem Farelos?                          | Companhia Rey Colaço-Robles Monteiro                                  | actriz    | [ 5 ]  |
| 1947 | Entremez del Retablo de las Maravillas     | Companhia Rey Colaço-Robles Monteiro                                  | actriz    | [ 5 ]  |
| 1948 | Um Anjinho da Pele do Diabo                | Companhia Rey Colaço-Robles Monteiro                                  | actriz    | [ 5 ]  |
| 1949 | Auto da Alma                               | Companhia Rey Colaço-Robles Monteiro                                  | actriz    | [ 5 ]  |
| 1949 | Auto de Mofina Mendes                      | Companhia Rey Colaço-Robles Monteiro                                  | actriz    | [ 5 ]  |
| 1949 | Os Maridos Peraltas e as Mulheres Sagazes  | Companhia Rey Colaço-Robles Monteiro                                  | actriz    | [ 5 ]  |
| 1950 | A Senhora das Brancas Mãos                 | Companhia Rey Colaço-Robles Monteiro                                  | actriz    | [ 5 ]  |
| 1950 | A Volta                                    | Companhia Rey Colaço-Robles Monteiro                                  | actriz    | [ 5 ]  |
| 1950 | A Comédia da Morte e da Vida               | Companhia Rey Colaço-Robles Monteiro                                  | actriz    | [ 5 ]  |
| 1950 | Auto da Índia                              | Companhia Rey Colaço-Robles Monteiro                                  | actriz    | [ 5 ]  |
| 1951 | A Menina do Capuchinho Vermelho            | Companhia Rey Colaço-Robles Monteiro                                  | actriz    | [ 5 ]  |
| 1951 | Crime e Castigo                            | Companhia Rey Colaço-Robles Monteiro                                  | actriz    | [ 5 ]  |
| 1952 | O Vestido de Noiva                         | Companhia Rey Colaço-Robles Monteiro                                  | actriz    | [ 5 ]  |
| 1952 | Doidos com Juízo                           | Companhia Rey Colaço-Robles Monteiro                                  | actriz    | [ 5 ]  |
| 1952 | A Canção do Berço                          | Companhia Rey Colaço-Robles Monteiro                                  | actriz    | [ 5 ]  |
| 1952 | A Castro                                   | Teatro do Povo                                                        | actriz    | [ 5 ]  |
| 1952 | Farsa do Juiz da Beira + D. Duardos        | Teatro do Povo                                                        | actriz    | [ 5 ]  |
| 1952 | Traído Imaginário                          | Teatro do Povo                                                        | actriz    | [ 5 ]  |
| 1952 | Dias Felizes                               |                                                                       | actriz    | [ 23 ] |
| 1954 | Auto de Santo António                      | Teatro do Povo                                                        | actriz    | [ 5 ]  |
| 1954 | O Tio Simplício                            | Teatro do Povo                                                        | actriz    | [ 5 ]  |
| 1954 | Príncipe Disfarçado                        | Teatro do Povo                                                        | actriz    | [ 5 ]  |
| 1955 | Comédia das Verdades e das Mentiras        | Teatro do Povo                                                        | actriz    | [ 5 ]  |
| 1955 | São João Baptista                          | Teatro do Povo                                                        | actriz    | [ 5 ]  |
| 1955 | Rei Lear                                   | Teatro do Povo                                                        | actriz    | [ 5 ]  |
| 1956 | Rei Lear                                   | Teatro Nacional Popular                                               | actriz    | [ 5 ]  |
| 1956 | São João Baptista                          | Teatro Nacional Popular                                               | actriz    | [ 5 ]  |
| 1957 | Comédia das Verdades e das Mentiras        | Teatro Nacional Popular                                               | actriz    | [ 5 ]  |
| 1957 | Noite de Reis                              | Teatro Nacional Popular                                               | actriz    | [ 5 ]  |
| 1958 | Um Dia de Vida                             | Teatro Nacional Popular                                               | actriz    | [ 5 ]  |
| 1958 | Um Serão nas Laranjeiras                   | Teatro Nacional Popular                                               | actriz    | [ 5 ]  |
| 1958 | Auto de Santo António                      | Teatro Nacional Popular                                               | actriz    | [ 5 ]  |
| 1958 | O Tio Simplício                            | Teatro Nacional Popular                                               | actriz    | [ 5 ]  |
| 1959 | Um Homem Só                                | Teatro Nacional Popular                                               | actriz    | [ 5 ]  |
| 1962 | O Mar                                      | CTP - Companhia de Teatro Popular de Lisboa                           | actriz    | [ 5 ]  |
| 1962 | Elas São o Espectáculo                     | Empresa José António de Macedo                                        | actriz    | [ 5 ]  |
| 1963 | Escola de Má-língua                        | Companhia Nacional de Teatro                                          | actriz    | [ 5 ]  |
| 1964 | Joana de Lorena                            | TEL - Teatro Estúdio de Lisboa                                        | actriz    | [ 5 ]  |
| 1965 | O Pomar das Cerejeiras                     | TEL - Teatro Estúdio de Lisboa                                        | actriz    | [ 5 ]  |
| 1966 | A Maluquinha de Arroios                    | TEC - Teatro Experimental de Cascais                                  | actriz    | [ 5 ]  |
| 1968 | Cautela, Libertino!                        | Teatro Nacional Popular                                               | actriz    | [ 5 ]  |
| 1970 | Misterioso Até Mais Não                    | Companhia Paraíso Infantil de Vasco Morgado                           | actriz    | [ 5 ]  |
| 1970 | Auto da Índia                              | TEC - Teatro Experimental de Cascais                                  | actriz    | [ 5 ]  |
| 1970 | Auto da Barca do Inferno                   | TEC - Teatro Experimental de Cascais                                  | actriz    | [ 5 ]  |
| 1970 | Breve Sumário da História de Deus          | TEC - Teatro Experimental de Cascais                                  | actriz    | [ 5 ]  |
| 1973 | O Ovo                                      |                                                                       | actriz    | [ 5 ]  |
| 1974 | O Canto do Fantoche Lusitano               | Teatro Português de Paris/ Théâtre Portugais de Paris/ Teatro do Povo | actriz    | [ 5 ]  |
| 1976 | Taran-tan-tan Não Enche Barriga!           | Adoque - Cooperativa de Trabalhadores de Teatro                       | actriz    | [ 5 ]  |
| 1976 | As Coisas que o Padre Faz ...              |                                                                       | actriz    | [ 5 ]  |
| 1977 | Desculpa, ó Caetano!                       | «Empresa Vasco Morgado»                                               | actriz    | [ 5 ]  |
| 1978 | Jesus Cristo em Lisboa                     | Teatro Popular - Companhia Nacional 1                                 | actriz    | [ 5 ]  |
| 1979 | Leonor, Rainha Maravilhosamente            | Teatro Popular - Companhia Nacional 1                                 | actriz    | [ 5 ]  |
| 1986 | Bem-vindo Senhor Sloane                    | Grupo Teatro Hoje                                                     | actriz    | [ 5 ]  |
| 1987 | O País do Dragão                           | Grupo Teatro Hoje                                                     | actriz    | [ 5 ]  |
| 1988 | Bruscamente no Verão Passado               | Grupo Teatro Hoje                                                     | actriz    | [ 5 ]  |
| 1988 | Vieux Carré                                | Grupo Teatro Hoje                                                     | actriz    | [ 5 ]  |
| 1990 | Um Poeta Afinado                           | Teatro da Cornucópia                                                  | actriz    | [ 5 ]  |
| 1990 | Muito Barulho por Nada                     | Teatro da Cornucópia                                                  | actriz    | [ 5 ]  |
| 1991 | Pais e Filhos                              | Grupo Teatro Hoje                                                     | actriz    | [ 5 ]  |
| 1992 | Onde Está a Música?                        | CDIAG - Teatro da Malaposta                                           | actriz    | [ 5 ]  |
| 1994 | As Fúrias                                  | Teatro Nacional D. Maria II                                           | actriz    | [ 5 ]  |
| 1995 | Aqui!                                      | Comuna - Teatro de Pesquisa                                           | actriz    | [ 5 ]  |
| 1997 | O Campiello                                | CDIAG - Teatro da Malaposta                                           | actriz    | [ 5 ]  |
| 1998 | Tio Vânia                                  | CDIAG - Teatro da Malaposta                                           | actriz    | [ 5 ]  |
| 1998 | Na Hora de Ir para a Cama                  | CDIAG - Teatro da Malaposta                                           | actriz    | [ 5 ]  |
| 1998 | Ó Troilaré...Ó Troilará                    |                                                                       | encenação | [ 5 ]  |
| 1999 | Gente Singular                             | ACTA - A Companhia de Teatro do Algarve                               | actriz    | [ 5 ]  |
| 2003 | As Taradas                                 | Teatro Tivoli                                                         | actriz    | [ 24 ] |
| 2005 | A Mais Velha Profissão                     | Escola de Mulheres/Teatro Nacional D. Maria II                        | actriz    | [ 5 ]  |
| 2006 | Ricardo III                                | ACTA - A Companhia de Teatro do Algarve                               | actriz    | [ 5 ]  |
| 2015 | 74 Eunices                                 | Teatro Nacional D. Maria II                                           | actriz    | [ 5 ]  |

Lista muito incompleta